# وثاب الصخور
وثاب الصخور (الاسم العلمي: Oreotragus oreotragus) (بالأفريقانية:klipspringer، وتعني وثاب الصخور) نوع صغير من الظباء الأفريقية، متوطن في إثيوبيا، ناميبيا، السودان، أنغولا، أفريقيا الوسطى، كينيا، تنزانيا، زامبيا وأوغندا.

## اقرأ كذلك
- قائمة مزدوجات الأصابع حسب العدد